# Montgat
Montgat település Spanyolországban, Barcelona tartományban. Lakosainak száma 12 625 fő (2024).

## Földrajza
Montgat Tiana, Alella, El Masnou és Badalona községekkel határos.

## Megközelítése
A település Barcelona felől a Barcelona–Mataró–Maçanet-Massanes-vasútvonalon közelíthető meg a Renfe/Rodalies de Catalunya R1 elővárosi járataival.

## Testvértelepülések
- Argelès-sur-Mer

## Népesség
A település lakosságának változását az alábbi diagram mutatja:
| Lakosok száma | 2613 | 3327 | 6123 | 8423 | 9112 | 10 059 | 10 859 | 11 621 | 12 200 | 12 625 |
|               | 1936 | 1955 | 1975 | 2001 | 2005 | 2008   | 2012   | 2016   | 2020   | 2024   |